# Bradystichus aoupinie
Espèce
Bradystichus aoupinie est une espèce d'araignées aranéomorphes de la famille des Dolomedidae.

## Distribution
Cette espèce est endémique de Nouvelle-Calédonie. Elle se rencontre entre 650 et 890 m d'altitude sur le mont Aoupinié.

## Description
Le mâle holotype mesure 8,3 mm et la femelle paratype 12,7 mm.

## Systématique et taxinomie
Cette espèce a été décrite par Platnick et Forster en 1993.

## Étymologie
Son nom d'espèce lui a été donné en référence au lieu de sa découverte, le mont Aoupinié.

## Publication originale
- Platnick & Forster, 1993 : « A revision of the New Caledonian spider genus Bradystichus (Araneae, Lycosoidea). » American Museum Novitates, no 3075, p. 1-14 (texte intégral).